# Heldenplatz

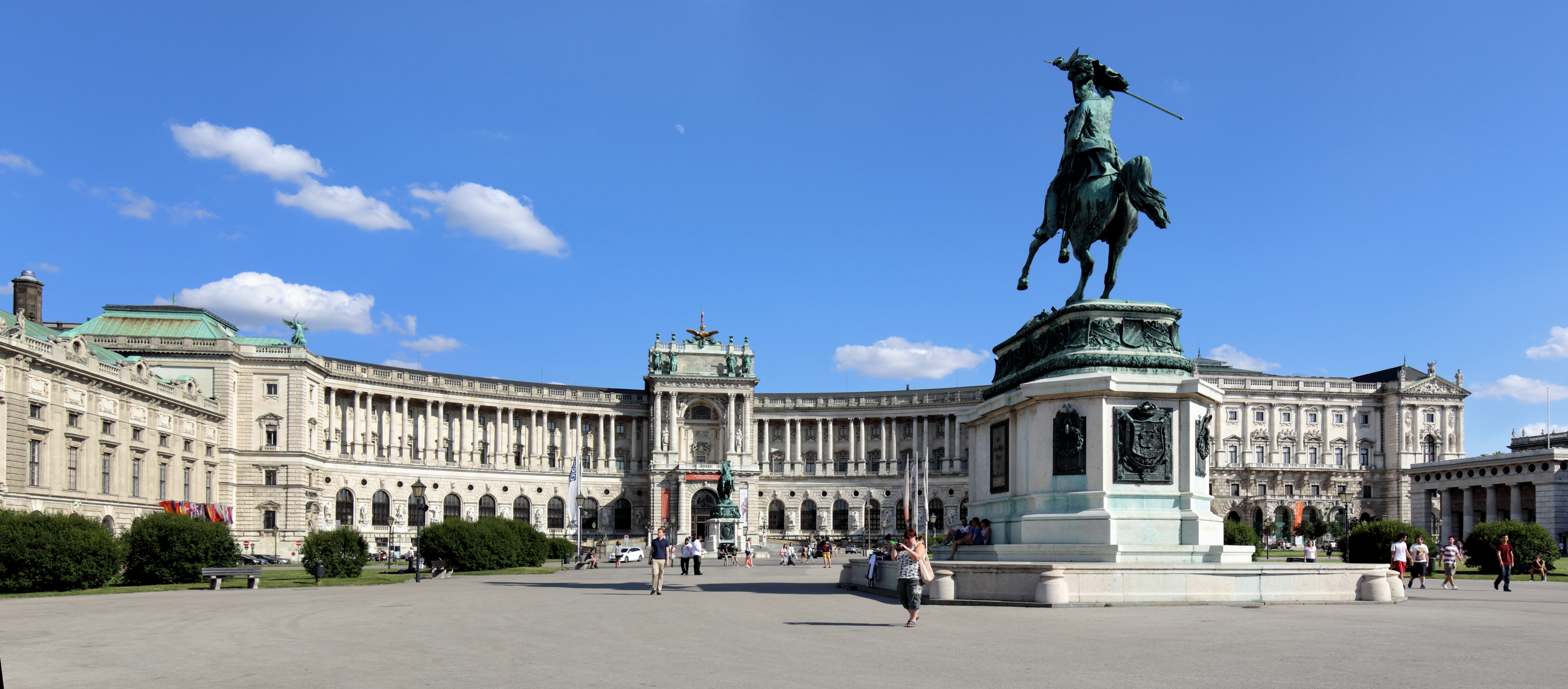
Heldenplatz cu statuia arhiducelui Carol de Austria în fața aripii noi a palatului Hofburg.

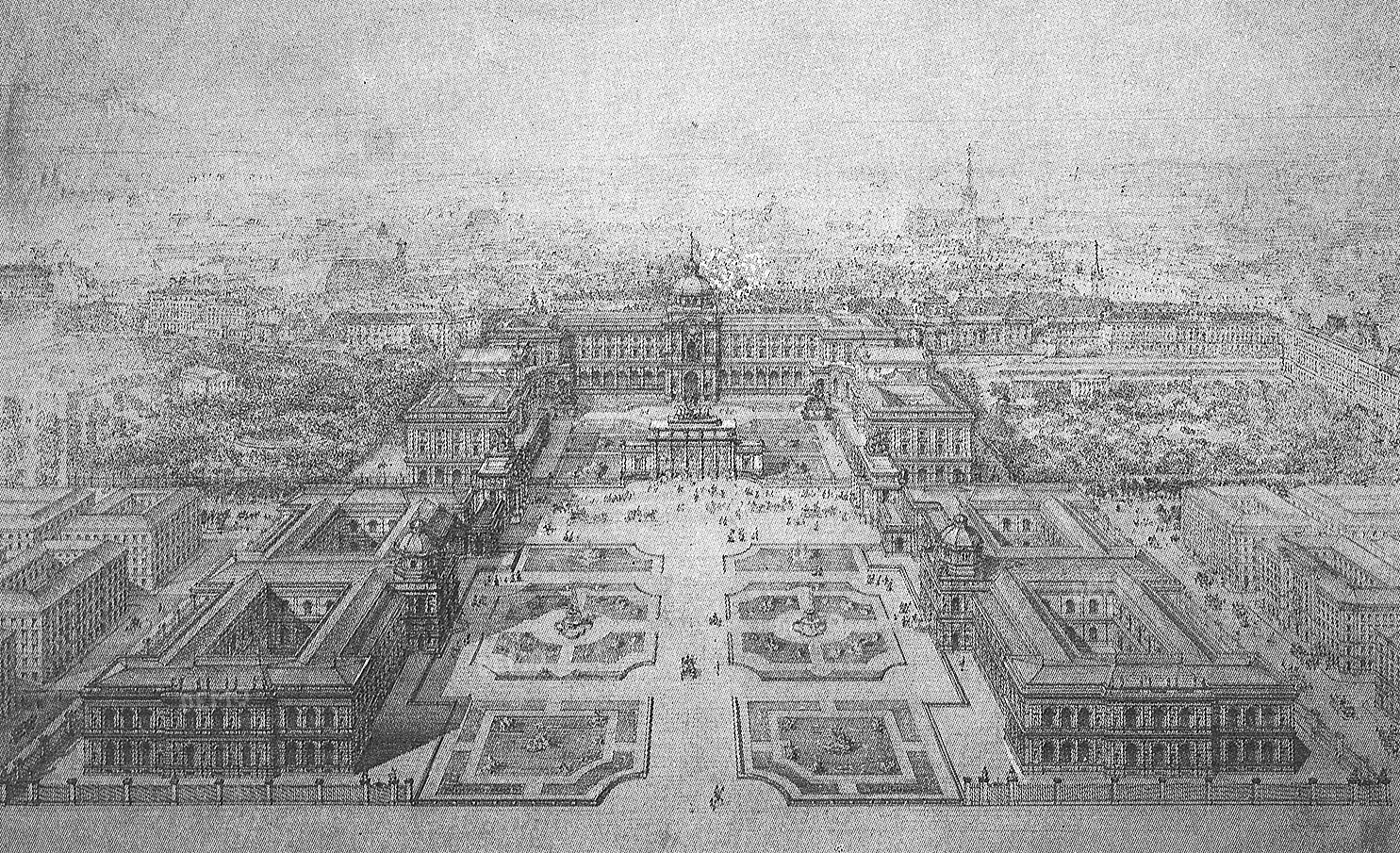
Litografie a planurilor Kaiserforumului realizată de Gottfried Semper

Heldenplatz („Piața Eroilor”) este o piață istorică din centrul Vienei. Aici au avut loc multe evenimente istorice importante, printre care proclamarea de către Adolf Hitler a anexării Austriei la Germania Nazistă în 15 martie 1938.

## Piața
Heldenplatz este piața exterioară a Hofburgului și a fost construită în timpul domniei împăratului Francisc Iosif, ca parte a ceea ce urma să devină Kaiserforum (forumul imperial), dar care nu a fost niciodată finalizată. În nord-est, ea se învecinează cu Aripa Leopoldină a Hofburgului, în sud-est cu Neue Hofburg și în sud-vest cu Ringstraße, de care este separat prin Äußeres Burgtor („poarta exterioară a palatului”). Partea de nord-vest, în care nu există clădiri, oferă o vedere a Ringstraße cu clădirea Parlamentului, Primăria din Viena și Burgtheater. 
În piață se află statuile ecvestre ale prințului Eugeniu de Savoia și arhiducelui Carol al Austriei, care sunt rememorați ca mari lideri militari. Ea găzduiește și mormântul soldatului necunoscut din Austria.
Piața se învecinează și cu un alt mare spațiu urban, Piața Maria Tereza sau piața muzeelor, flancată de clădirile gemene ale Kunsthistorisches Museum (Muzeul de istorie a artei din Viena) și Naturhistorisches Museum (Muzeul de istorie naturală).

## Literatură
Deși piața a găzduit de atunci multe alte evenimente, impactul istoric al discursului lui Hitler rămâne puternic în percepția publică. Acesta este și motivul pentru care Heldenplatz a făcut obiectul mai multor opere literare, printre care piesa de teatru Heldenplatz a lui Thomas Bernhard și un poem al lui Ernst Jandl intitulat wien: heldenplatz.

## Imagini

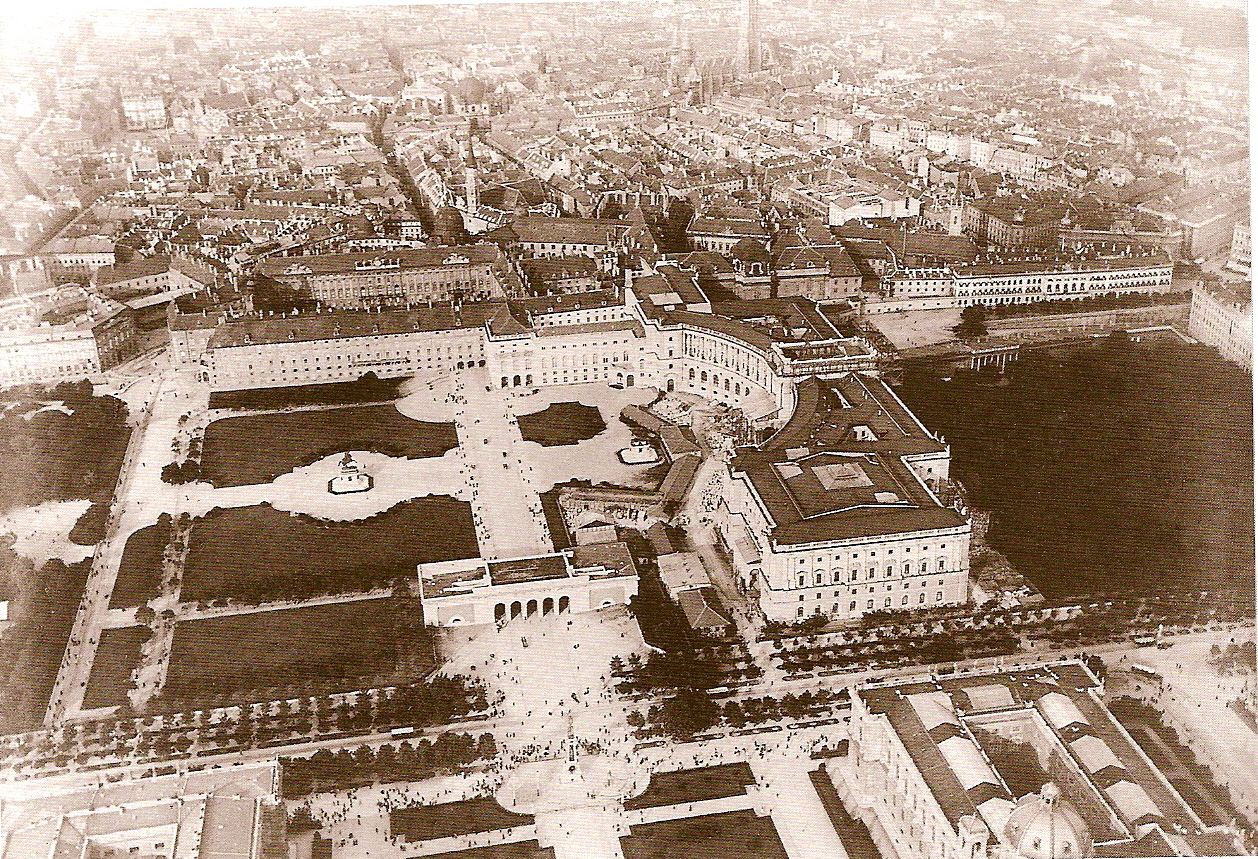
Heldenplatz, vedere aeriană, 1900.
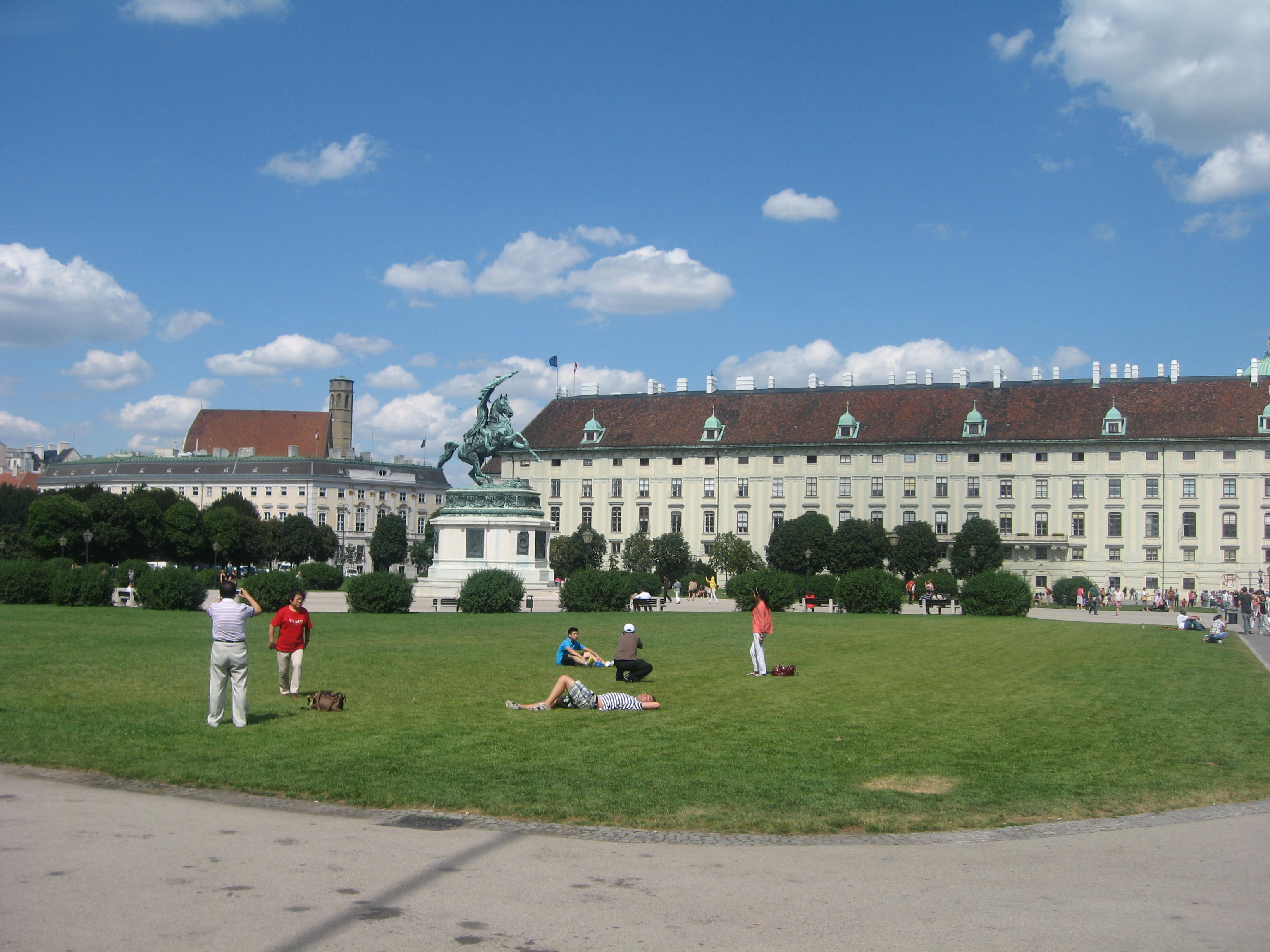
Statuia arhiducelui Carol al Austriei
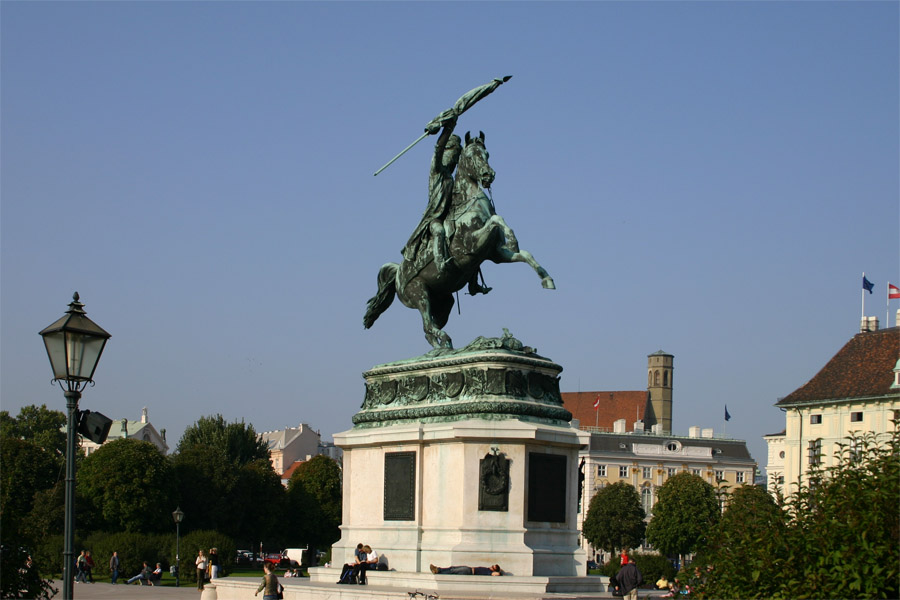
Statuia arhiducelui Carol al Austriei
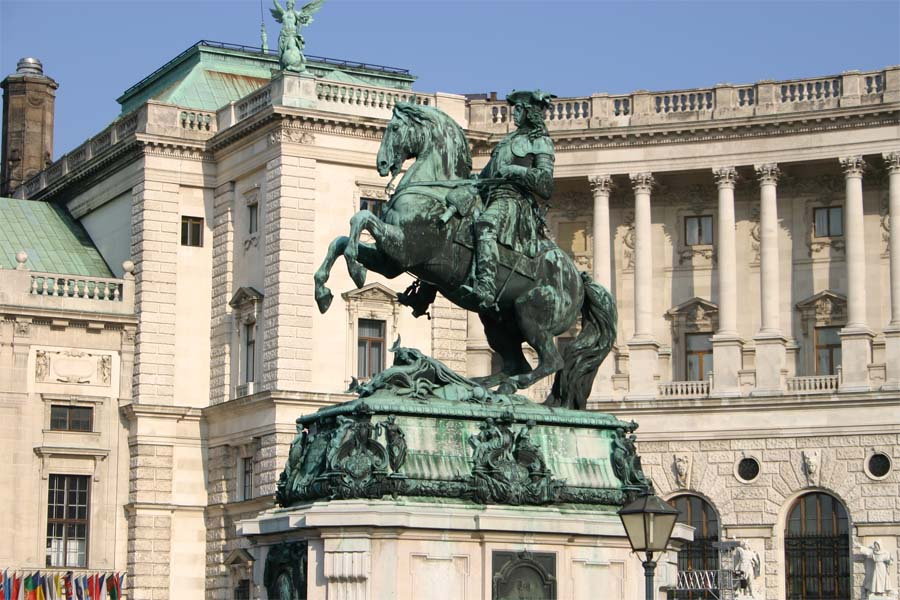
Statuia prinţului Eugeniu
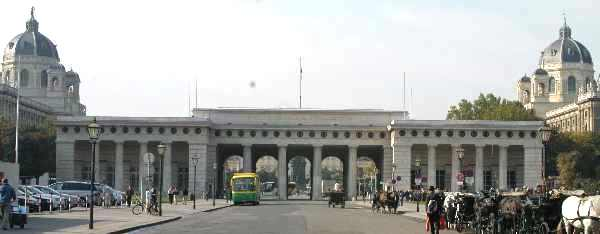
Äußere Burgtor văzută din Heldenplatz